# Expedições otomanas a Achém
As expedições otomanas a Achém começaram por volta de 1565 quando o Império Otomano se esforçou para ajudar o Sultanato de Achém em sua luta contra o Império Português em Malaca. A primeira expedição foi a resposta de um embaixador enviado pelo sultão de Achém Alauddin Riayat Syah al-Kahhar (r. 1539–1571) a Solimão, o Magnífico em 1564, ou possivelmente até antes, em 1562, pedindo apoio otomano contra os portugueses.